# Llista de monuments de Santa Coloma de Queralt
Llista de monuments de Santa Coloma de Queralt inclosos en l'Inventari del Patrimoni Arquitectònic Català per al municipi de Santa Coloma de Queralt (Conca de Barberà). Inclou els inscrits en el Registre de Béns Culturals d'Interès Nacional (BCIN) amb la classificació de monuments històrics, els Béns Culturals d'Interès Local (BCIL) de caràcter immoble i la resta de béns arquitectònics integrants del patrimoni cultural català.
| Monument                                                      | Protecció    | Estil/època                                             | Localització                                                                 | Coordenades                                          | Codi?                     | Imatge |
| ------------------------------------------------------------- | ------------ | ------------------------------------------------------- | ---------------------------------------------------------------------------- | ---------------------------------------------------- | ------------------------- | --- |
| Església de Santa Maria de Bell-lloc, o Església de la Mercè  | BCIN 185-MH  | Romànic, gòtic, barroc XIII, XIV, XVII                  | Santa Coloma de Queralt Pg. Mn. Joan Segura - c. del Pou de Gel              | 41° 31′ 44″ N, 1° 23′ 09″ E / 41.528964°N,1.385839°E | RI-51-0001161             | Església de Santa Maria de Bell-lloc (Santa Coloma de Queralt) · Vegeu més fotos d'aquest monument · Carregueu una nova foto d'aquest monument                  |
| Castell d'Aguiló                                              | BCIN 1398-MH | XII-XIII                                                | Santa Coloma de Queralt Aguiló                                               | 41° 33′ 10″ N, 1° 25′ 08″ E / 41.552908°N,1.419006°E | RI-51-0006719             | Castell d'Aguiló (Santa Coloma de Queralt) · Vegeu més fotos d'aquest monument · Carregueu una nova foto d'aquest monument                                      |
| Castell de Santa Coloma                                       | BCIN 1424-MH | Romànic, gòtic, renaixament XI-XII, XVI-XVII, XVIII-XIX | Santa Coloma de Queralt Pl. del Castell                                      | 41° 31′ 59″ N, 1° 23′ 02″ E / 41.533160°N,1.383782°E | RI-51-0006717             | Castell de Santa Coloma (Santa Coloma de Queralt) · Vegeu més fotos d'aquest monument · Carregueu una nova foto d'aquest monument                               |
| Recinte emmurallat                                            | BCIN 1425-MH | XIV-XV                                                  | Santa Coloma de Queralt Pg. de la Muralla                                    | 41° 31′ 54″ N, 1° 22′ 58″ E / 41.531702°N,1.382888°E | RI-51-0006718             | Recinte emmurallat (Santa Coloma de Queralt) · Vegeu més fotos d'aquest monument · Carregueu una nova foto d'aquest monument                                    |
| Nucli de Santa Coloma de Queralt                              | BCIN 1909-CH | XIV-XXI                                                 | Santa Coloma de Queralt Plaça Major i voltants                               | 41° 31′ 56″ N, 1° 23′ 02″ E / 41.53225°N,1.38388°E   | RI-53-0000115             | Nucli de Santa Coloma de Queralt · Vegeu més fotos d'aquest monument · Carregueu una nova foto d'aquest monument                                                |
| Plaça de l'Església                                           |              | Gòtic XIV                                               | Santa Coloma de Queralt Pl. de l'Església                                    | 41° 31′ 56″ N, 1° 23′ 06″ E / 41.532245°N,1.385038°E | IPA-13010                 | Plaça de l'Església (Santa Coloma de Queralt) · Vegeu més fotos d'aquest monument · Carregueu una nova foto d'aquest monument                                   |
| Porxos de la plaça Major, o les Voltes de la plaça            |              | Gòtic-renaixement XIII, XVII                            | Santa Coloma de Queralt Pl. Major                                            | 41° 31′ 57″ N, 1° 23′ 01″ E / 41.532533°N,1.383707°E | IPA-13012                 | Porxos de la plaça Major (Santa Coloma de Queralt) · Vegeu més fotos d'aquest monument · Carregueu una nova foto d'aquest monument                              |
| Carrer de les Quarteres dels Jueus i baixada del Call         |              | Obra popular XV                                         | Santa Coloma de Queralt C. de les Quarteres - c. Call                        | 41° 31′ 57″ N, 1° 23′ 05″ E / 41.53246°N,1.384775°E  | IPA-13013                 | Carrer de les Quarteres dels Jueus i baixada del Call (Santa Coloma de Queralt) · Vegeu més fotos d'aquest monument · Carregueu una nova foto d'aquest monument |
| Església parroquial de Santa Maria                            |              | Gòtic XIV-XVII                                          | Santa Coloma de Queralt Pl. de l'Església                                    | 41° 31′ 55″ N, 1° 23′ 06″ E / 41.532026°N,1.384964°E | IPA-13015                 | Església parroquial de Santa Maria (Santa Coloma de Queralt) · Vegeu més fotos d'aquest monument · Carregueu una nova foto d'aquest monument                    |
| Façana de l'antiga església de Santa Magdalena                |              | Gòtic XIV                                               | Santa Coloma de Queralt Pati del Castell                                     | 41° 31′ 58″ N, 1° 23′ 02″ E / 41.532824°N,1.384018°E | IPA-13048                 | Façana de l'antiga església de Santa Magdalena (Santa Coloma de Queralt) · Vegeu més fotos d'aquest monument · Carregueu una nova foto d'aquest monument        |
| Font de les Canelles                                          |              | Barroc XVII                                             | Santa Coloma de Queralt Pg. de la Muralla - pl. de la Font                   | 41° 31′ 58″ N, 1° 23′ 13″ E / 41.532657°N,1.386975°E | IPA-13052                 | Font de les Canelles (Santa Coloma de Queralt) · Vegeu més fotos d'aquest monument · Carregueu una nova foto d'aquest monument                                  |
| Creu de terme de la Font de les Canelles                      |              | Gòtic XIV                                               | Santa Coloma de Queralt Pg. de la Muralla - pl. de la Font                   | 41° 31′ 57″ N, 1° 23′ 13″ E / 41.532595°N,1.386953°E | IPA-13053                 | Creu de terme de la Font de les Canelles (Santa Coloma de Queralt) · Vegeu més fotos d'aquest monument · Carregueu una nova foto d'aquest monument              |
| Torre de guaita del Mas d'en Ganxet o Guixet                  |              | Obra popular                                            | Santa Coloma de Queralt Descampat                                            |                                                      | IPA-13056                 | Torre de guaita del Mas d'en Ganxet (Santa Coloma de Queralt) · Vegeu més fotos d'aquest monument · Carregueu una nova foto d'aquest monument                   |
| Portal d'entrada a l'Hospital Jueu                            |              | Obra popular XV                                         | Santa Coloma de Queralt Pati del Castell                                     | 41° 31′ 58″ N, 1° 23′ 03″ E / 41.532808°N,1.384228°E | IPA-13058                 | Portal d'entrada a l'Hospital Jueu (Santa Coloma de Queralt) · Vegeu més fotos d'aquest monument · Carregueu una nova foto d'aquest monument                    |
| Façana de l'escorxador municipal                              |              | Obra popular XX (1913)                                  | Santa Coloma de Queralt C. de la Indústria, 16                               | 41° 31′ 49″ N, 1° 23′ 16″ E / 41.530324°N,1.387899°E | IPA-13059                 | Façana de l'escorxador municipal (Santa Coloma de Queralt) · Vegeu més fotos d'aquest monument · Carregueu una nova foto d'aquest monument                      |
| Antic Magatzem del Sindicat Agrícola                          | BCIL 1982    | Modernisme 1922-23                                      | Santa Coloma de Queralt C. Francesc Moragues, 6                              | 41° 31′ 51″ N, 1° 22′ 57″ E / 41.530824°N,1.382518°E | IPA-49616                 | Antic Magatzem del Sindicat Agrícola (Santa Coloma de Queralt) · Vegeu més fotos d'aquest monument · Carregueu una nova foto d'aquest monument                  |
| Teatre Municipal L'Estrella                                   |              | Racionalisme 1934                                       | Santa Coloma de Queralt Carrertera de Montblanc, 21-23                       | 41° 31′ 51″ N, 1° 22′ 57″ E / 41.530824°N,1.382518°E | IPA-49617                 | Teatre Municipal L'Estrella (Santa Coloma de Queralt) · Vegeu més fotos d'aquest monument · Carregueu una nova foto d'aquest monument                           |
| Farinera de Santa Coloma de Queralt                           | BCIL 2022    | 1893-94                                                 | Santa Coloma de Queralt Carretera de Montblanc, 38                           | 41° 31′ 48″ N, 1° 22′ 40″ E / 41.529917°N,1.377769°E | Dades centrals a Wikidata | Farinera de Santa Coloma de Queralt · Vegeu més fotos d'aquest monument · Carregueu una nova foto d'aquest monument                                             |
| Institut d'Ensenyament Secundari, o Escoles Nacionals         |              | Noucentisme XX Inici                                    | Santa Coloma de Queralt C. del Progrés                                       | 41° 31′ 53″ N, 1° 22′ 54″ E / 41.531519°N,1.381764°E | IPA-13060                 | Institut d'Ensenyament Secundari (Santa Coloma de Queralt) · Vegeu més fotos d'aquest monument · Carregueu una nova foto d'aquest monument                      |
| Mas d'en Briàs, Capella de Sant Pere Nolasc                   |              | Barroc XVIII                                            | Santa Coloma de Queralt                                                      | 41° 32′ 11″ N, 1° 24′ 05″ E / 41.536499°N,1.401358°E | IPA-13062                 | Mas d'en Briàs (Santa Coloma de Queralt) · Vegeu més fotos d'aquest monument · Carregueu una nova foto d'aquest monument                                        |
| Mas del Comte                                                 |              | Obra popular, gòtic tardà XVI                           | Santa Coloma de Queralt Camí reial d'Igualada                                | 41° 32′ 36″ N, 1° 24′ 18″ E / 41.543347°N,1.404952°E | IPA-13063                 | Mas del Comte (Santa Coloma de Queralt) · Vegeu més fotos d'aquest monument · Carregueu una nova foto d'aquest monument                                         |
| Carrer Nou de la Pobla de Carivenys                           |              | Obra popular XV                                         | Santa Coloma de Queralt C. Nou, la Pobla de Carivenys                        | 41° 34′ 08″ N, 1° 26′ 28″ E / 41.568799°N,1.441215°E | IPA-13067                 | Carrer Nou de la Pobla de Carivenys (Santa Coloma de Queralt) · Vegeu més fotos d'aquest monument · Carregueu una nova foto d'aquest monument                   |
| Església de Sant Joan Baptista                                |              | Obra popular XII                                        | Santa Coloma de Queralt C. Nou, la Pobla de Carivenys                        | 41° 34′ 12″ N, 1° 26′ 24″ E / 41.570107°N,1.440118°E | IPA-13068                 | Església de Sant Joan Baptista (Santa Coloma de Queralt) · Vegeu més fotos d'aquest monument · Carregueu una nova foto d'aquest monument                        |
| Pou de gel                                                    |              | Obra popular XVI                                        | Santa Coloma de Queralt Camí dels Molins                                     | 41° 31′ 32″ N, 1° 23′ 25″ E / 41.525543°N,1.390247°E | IPA-13078                 | Pou de gel (Santa Coloma de Queralt) · Vegeu més fotos d'aquest monument · Carregueu una nova foto d'aquest monument                                            |
| Ca l'Eugeni Marc                                              |              | Obra popular                                            | Santa Coloma de Queralt C. dels Marxants                                     | 41° 31′ 56″ N, 1° 23′ 03″ E / 41.532212°N,1.384263°E | IPA-13083                 | Ca l'Eugeni Marc (Santa Coloma de Queralt) · Vegeu més fotos d'aquest monument · Carregueu una nova foto d'aquest monument                                      |
| Escut de la façana de l'Ajuntament de Santa Coloma de Queralt |              | Barroc XVIII                                            | Santa Coloma de Queralt Pl. Major, 1                                         | 41° 31′ 57″ N, 1° 23′ 01″ E / 41.532412°N,1.383586°E | IPA-13085                 | Escut de la façana de l'Ajuntament (Santa Coloma de Queralt) · Vegeu més fotos d'aquest monument · Carregueu una nova foto d'aquest monument                    |
| Resclosa de l'Escorxador                                      |              | Obra popular XIII                                       | Santa Coloma de Queralt Camí dels Horts                                      | 41° 31′ 49″ N, 1° 23′ 21″ E / 41.530347°N,1.389070°E | IPA-13089                 | Resclosa de l'Escorxador (Santa Coloma de Queralt) · Vegeu més fotos d'aquest monument · Carregueu una nova foto d'aquest monument                              |
| Creu de terme de la Banya                                     |              | Gòtic XV                                                | Santa Coloma de Queralt Interior del castell dels Comtes                     | 41° 31′ 59″ N, 1° 23′ 02″ E / 41.533187°N,1.383848°E | IPA-13091                 | Creu de terme de la Banya (Santa Coloma de Queralt) · Vegeu més fotos d'aquest monument · Carregueu una nova foto d'aquest monument                             |
| Creu de terme del Niceta                                      |              | Obra popular                                            | Santa Coloma de Queralt Camí Reial de Cervera                                | 41° 32′ 16″ N, 1° 22′ 39″ E / 41.537696°N,1.377512°E | IPA-13092                 | Creu de terme del Niceta (Santa Coloma de Queralt) · Vegeu més fotos d'aquest monument · Carregueu una nova foto d'aquest monument                              |
| Creu de terme de Barràs                                       |              | Obra popular XIX                                        | Santa Coloma de Queralt Cruïlla dels camins d'Almenara, Reial i Aguiló       | 41° 33′ 01″ N, 1° 26′ 06″ E / 41.550214°N,1.434982°E | IPA-13093                 | Creu de terme de Barràs (Santa Coloma de Queralt) · Vegeu més fotos d'aquest monument · Carregueu una nova foto d'aquest monument                               |
| Molí de la Torre                                              |              | Gòtic XV                                                | Santa Coloma de Queralt Cruïlla del camí dels Molins i el camí de Vilafranca | 41° 31′ 35″ N, 1° 23′ 26″ E / 41.526280°N,1.390548°E | IPA-13097                 | Molí de la Torre (Santa Coloma de Queralt) · Vegeu més fotos d'aquest monument · Carregueu una nova foto d'aquest monument                                      |
| Molí del Sol                                                  |              | Obra popular XVIII                                      | Santa Coloma de Queralt Camí dels Molins                                     | 41° 31′ 10″ N, 1° 23′ 51″ E / 41.519553°N,1.397623°E | IPA-13098                 | Molí del Sol (Santa Coloma de Queralt) · Vegeu més fotos d'aquest monument · Carregueu una nova foto d'aquest monument                                          |
| Molinet del Roset                                             |              | Obra popular XV                                         | Santa Coloma de Queralt Descampat a la Rasa del Codony                       |                                                      | IPA-13099                 | Carregueu una nova foto d'aquest monument |
| Molí de na Bruna, o Cal Cartronet                             |              | Obra popular XIII                                       | Santa Coloma de Queralt Ctra. de la Llacuna - c. de les Flors                | 41° 31′ 57″ N, 1° 23′ 16″ E / 41.532596°N,1.387753°E | IPA-13100                 | Vegeu més fotos d'aquest monument · Carregueu una nova foto d'aquest monument                                                                                   |
| Molí de Pocarull                                              |              | Obra popular XV                                         | Santa Coloma de Queralt Al peu del camí dels Molins                          | 41° 31′ 16″ N, 1° 23′ 45″ E / 41.521017°N,1.395852°E | IPA-13101                 | Molí de Pocarull (Santa Coloma de Queralt) · Vegeu més fotos d'aquest monument · Carregueu una nova foto d'aquest monument                                      |
| Molí Nou                                                      |              | Obra popular XV                                         | Santa Coloma de Queralt En un descampat a la partida dels Molins             | 41° 31′ 42″ N, 1° 23′ 28″ E / 41.528314°N,1.391130°E | IPA-13102                 | Molí Nou (Santa Coloma de Queralt) · Vegeu més fotos d'aquest monument · Carregueu una nova foto d'aquest monument                                              |
| Molí fariner del Petronillo, o Molí del Requesens             |              | Gòtic XIV                                               | Santa Coloma de Queralt Camí dels Molins                                     | 41° 31′ 11″ N, 1° 23′ 46″ E / 41.519636°N,1.396214°E | IPA-13123                 | Molí fariner del Petronillo (Santa Coloma de Queralt) · Vegeu més fotos d'aquest monument · Carregueu una nova foto d'aquest monument                           |
| Antiga Casa de Salut                                          | BCIL 2007    |                                                         | Santa Coloma de Queralt Ctra. d'Igualada, 42                                 | 41° 32′ 08″ N, 1° 23′ 06″ E / 41.535528°N,1.385040°E | IPA-36321                 | Antiga Casa de Salut (Santa Coloma de Queralt) · Vegeu més fotos d'aquest monument · Carregueu una nova foto d'aquest monument                                  |
| Capella de Sant Vicenç                                        |              | Romànic XII-XIII                                        | Santa Coloma de Queralt Aguiló                                               | 41° 33′ 04″ N, 1° 25′ 14″ E / 41.551071°N,1.420512°E | IPA-13075                 | Capella de Sant Vicenç (Santa Coloma de Queralt) · Vegeu més fotos d'aquest monument · Carregueu una nova foto d'aquest monument                                |
| Església de Sant Jaume                                        |              | Romànic XI-XII                                          | Santa Coloma de Queralt Almenara                                             | 41° 32′ 48″ N, 1° 26′ 52″ E / 41.546628°N,1.447841°E | IPA-13055                 | Església de Sant Jaume (Santa Coloma de Queralt) · Vegeu més fotos d'aquest monument · Carregueu una nova foto d'aquest monument                                |
| Ermita de Sant Miquel de la Portella                          |              | Romànic XIII                                            | Santa Coloma de Queralt Camí de Cal Cos o de la Panadella                    | 41° 34′ 16″ N, 1° 24′ 33″ E / 41.571177°N,1.409300°E | IPA-13077                 | Ermita de Sant Miquel de la Portella (Santa Coloma de Queralt) · Vegeu més fotos d'aquest monument · Carregueu una nova foto d'aquest monument                  |
| Casa dels Requesens                                           |              | Gòtic-renaixement                                       | Santa Coloma de Queralt Les Roques                                           | 41° 34′ 26″ N, 1° 25′ 39″ E / 41.573794°N,1.427536°E | IPA-13070                 | Casa dels Requesens (Santa Coloma de Queralt) · Vegeu més fotos d'aquest monument · Carregueu una nova foto d'aquest monument                                   |
| Església de Sant Pere de les Roques                           |              | Romànic XI                                              | Santa Coloma de Queralt Les Roques                                           | 41° 34′ 35″ N, 1° 25′ 39″ E / 41.576358°N,1.427413°E | IPA-13071                 | Església de Sant Pere de les Roques (Santa Coloma de Queralt) · Vegeu més fotos d'aquest monument · Carregueu una nova foto d'aquest monument                   |
| Capella de Sant Magí                                          |              | Obra popular XVII                                       | Santa Coloma de Queralt Ctra. de la Llacuna                                  | 41° 31′ 44″ N, 1° 23′ 33″ E / 41.528921°N,1.392541°E | IPA-13057                 | Capella de Sant Magí (Santa Coloma de Queralt) · Vegeu més fotos d'aquest monument · Carregueu una nova foto d'aquest monument                                  |